# Le Sabbat des sorcières (Goya, 1798)
Pour les articles homonymes, voir Le Sabbat des sorcières et El Aquelarre.
 (février 2023).
Si vous disposez d'ouvrages ou d'articles de référence ou si vous connaissez des sites web de qualité traitant du thème abordé ici, merci de compléter l'article en donnant les références utiles à sa vérifiabilité et en les liant à la section « Notes et références ».
Le Sabbat des sorcières (espagnol : El Aquelarre, Sabbat, rituel de sorcellerie) est l'un des petits tableaux peints par Francisco de Goya entre 1797 et 1798 à la résidence d'été des ducs d'Osuna, dans ce qui était la promenade d'Osuna (aujourd'hui Parc du Capricho), puis à l'extérieur de Madrid, près de Barajas. Après 1928, José Lázaro Galdiano (en) acheta la toile pour sa collection privée qui fait maintenant partie des fonds picturaux Fondation Lázaro Galdiano.

## Contexte
La scène fait partie de l'esthétique « terrible sublime », caractérisée par la représentation obligatoire du temps dans le préromantisme littéraire et musical, dans un parallèle avec le Sturm und Drang allemand. Son caractère cauchemardesque cause un malaise chez le spectateur. Dans ce tableau comme dans la série, les tons sombres sont accentués dans un paysage nocturne. Goya travaillait en parallèle sur Los Caprichos avec qui cette toile est étroitement liée. Le thème de la sorcellerie était courant parmi les amis Espagnols du peintre dans les cercles des Lumières, c'était notamment le cas de Leandro Fernández de Moratín.

## Analyse
La toile montre un rituel de sorcellerie, dirigé par un Grand bouc, l'une des formes prises par le diable, au centre de la composition, selon la mythologie basque qui donne le titre de l’œuvre en espagnol (voir akelarre). Autour de lui apparaissent des sorciers jeunes et vieux, qui lui donnent  à manger son plat favori : des enfants, suivant la légende. On note aussi la position de la tête de la femme au premier plan qui cache les parties génitales du bouc et suggère un acte sexuel entre la femme et l'animal, suivant les superstitions et les représentations populaires. Dans le ciel nocturne, la lune brille et des animaux volent (ce pourrait être des chauves-souris). Cette série est complétée par cinq autres images de mêmes dimensions et thème : sont: Vol de Sorcières (Musée du Prado), le sortilège (Musée Lázaro Galdiano) Cuisine de sorcières (Collection privée, Mexique), L'ensorcelé de force (National Gallery, Londres) et L'invité de pierre (aujourd'hui disparu).